# Dikasterium pro východní církve
Dikasterium pro východní církve (latinsky Dicasterium pro Ecclesiis orientalibus) je dikasterium římské kurie, které má za úkol starat se o východní církve sjednocené s Apoštolským stolcem. Bylo založeno v roce 1917 jako Kongregace pro východní církve, papež František apoštolskou konstitucí Praedicate Evangelium k 5. červnu 2022 změnil název této organizace na „Dikasterium pro východní církve“.

## Členové kongregace a její struktura
Kongregace je vedená prefektem, jemuž asistují sekretář a podsekretář a je složena z dalších členů:
- jmenovaných papežem na 5 let z řad kardinálů a biskupů
- přítomných z titulu své funkce (a tedy po celou dobu jejího trvání): jde o všechny východní katolické patriarchy a vyšší arcibiskupy, a prezidenta Papežské rady pro jednotu křesťanů.

Součástí dikasteria jsou i jeho zaměstnanci a konzultoři.

## Činnost
Při své činnosti dikasterium zřizuje různé komise a výbory:
- Komise pro liturgii;
- Komise pro studium křesťanského východu;
- Komise pro formaci kléru a řeholníků;
- Výbor „Sdružení organizací pomáhajících východním církvím“ (ROACO, Riunione Opere Aiuto Chiese Orientali).

Kongregace pro východní církve má také za úkol rozvíjet lásku věřících ke Svaté zemi a organizovat činnost v její prospěch.